# Râul Salcia, Argeș
Râul Salcia este unul afluent al râului Izvorul Cătunului. 